# Rückkehr zur blauen Lagune
Rückkehr zur blauen Lagune (Originaltitel: Return to the Blue Lagoon) ist ein US-amerikanisches Filmdrama aus dem Jahr 1991 und die Fortsetzung des Films Die blaue Lagune. Die Regie führte William A. Graham, der auch den Film produzierte. Das Drehbuch schrieb Leslie Stevens anhand des Romans The Garden of God von Henry De Vere Stacpoole aus dem Jahr 1923. Die Hauptrollen spielten Milla Jovovich und Brian Krause. Die Originalmusik wurde von Basil Poledouris geschrieben.

## Handlung
Die Witwe Sarah Hargrave und ihre Tochter Lilli reisen im Viktorianischen Zeitalter auf einem Schiff. Auf einem dahintreibenden Ruderboot wird ein kleiner Junge – er wird von der Witwe Richard genannt – mit seinen toten Eltern gefunden. Weil auf dem Schiff die Cholera ausbricht, wird die Witwe mit den beiden Kindern und einem Matrosen in ein Ruderboot ausgesetzt. Als der Matrose die Kinder töten will und in Notwehr von Sarah getötet wird, stranden sie auf einer Insel. Sie entdecken die Hütte von Richards Eltern. Dort zieht Sarah ihre Tochter und Richard groß und unterrichtet sie anhand der Bibel.
Sarah wird krank und ahnt, dass sie bald sterben wird. Sie weist Lilli und Richard an, auf einem Hügel ein Grab auszuheben sowie ein Kreuz zu bauen, und erklärt ihnen, wie sie bestattet werden will. Wenig später stirbt sie. Die Kinder werden älter und entdecken die Liebe. Ein Schiff kommt; die Tochter des Kapitäns, Sylvia Hilliard, will Richard für sich gewinnen. Sie versucht, Lilli und Richard auf die Zivilisation vorzubereiten. Während Richard und Sylvia beim Fischen sind, wird Lilli von einem der Matrosen bedrängt, welcher es auf deren weiße Perle abgesehen hat, die Richard ihr einst zu Ostern geschenkt hat. Richard eilt ihr nach einem Streit mit Sylvia zu Hilfe, und der Matrose wird, als er Richard verfolgt, von einem Hai getötet. Lilli offenbart Richard, dass sie schwanger ist, und die beiden entscheiden sich, auf der Insel zu bleiben. Im Abspann sieht man sie mit ihrer Tochter am Strand spielen.

## Auszeichnungen
Milla Jovovich wurde im Jahr 1992 für den Young Artist Award in der Kategorie Beste Hauptdarstellerin in einem Spielfilm nominiert. Der Film wurde 1992 fünfmal für die Goldene Himbeere nominiert, darunter für die Regie, für das Drehbuch sowie für die Darstellungen von Milla Jovovich und Brian Krause.

## Kritiken
„Ebenso lustlos wie langweilig inszeniert, setzt der Film in erster Linie auf Postkarten-Reize und vernachlässigt sträflich Handlungs- und Schauspielerführung. Ein dramaturgisches Konzept läßt sich in diesem einfältigen Abklatsch eines Erfolgsfilms kaum erkennen.“

In den englischsprachigen Medien erfuhr der Film eine extrem negative Aufnahme. Basierend auf der Auswertung 32 Kritiken aus drei Jahrzehnten weist Rotten Tomatoes die ungewöhnliche Positivquote von null Prozent aus.

## Hintergrund
Der Film wurde auf der Fidschi-Insel Taveuni gedreht. Er spielte in den Kinos der USA ca. 2,8 Millionen US-Dollar ein.